# Witold Piotrowski (1925–2023)
Witold Stanisław Piotrowski (ur. 28 sierpnia 1925 w Czersku, zm. 7 listopada 2023) – podoficer Armii Krajowej, kawaler Krzyża Srebrnego Orderu Wojennego Virtuti Militari.

## Życiorys
Syn Przemysława (inżyniera chemika) i Stanisławy z domu Zielińskiej. Przed wybuchem II wojny światowej uczył się w drugiej klasie gimnazjum. W czasie kampanii wrześniowej jako harcerz pełnił funkcję łącznika rowerowego w twierdzy brzeskiej. W grudniu 1939 przedostał się Warszawy i kontynuował kształcenie w ramach tajnego nauczania. Od maja 1942 członek Armii Krajowej, uczestnik powstania warszawskiego w szeregach kompanii K-1 i K-2 batalionu „Karpaty" pułku „Baszta”. Przeszedł szlak bojowy pułku „Baszta”, wyróżnił się odwagą podczas walk na Mokotowie, ranny 25 września 1944 (częściowa utrata wzroku). Po upadku powstania w obozach jenieckich - w stalagach X B Sandbostel i XVIII C Markt-Pongau.
Po wyzwoleniu z niewoli (w maju 1945) wstąpił do 2 Korpusu Polskich Sił Zbrojnych na Zachodzie. Służył jako dowódca drużyny w plutonie rozpoznawczym 64 Pomorskiego batalionu piechoty wchodzącego w skład 2 Warszawskiej Dywizji Pancernej, początkowo we Włoszech, a potem (od lipca 1946) w Anglii. Skierowany na kurs do Szkoły Podchorążych Piechoty w Materze (na południu Włoch). Zdemobilizowany w lutym 1947 powrócił do Polski i podjął studia na warszawskiej Szkole Głównej Gospodarstwa Wiejskiego, uzyskując (w 1952) tytuł inżyniera rolnika. Pracował w zakładach przetwórstwa mięsnego na terenie stolicy. W 1964 został pozytywnie zweryfikowany jako odznaczony Krzyżem Srebrnym Orderu Wojennego Virtuti Militari, nadanym mocą rozkazu dowódcy Armii Krajowej z 2 października 1944.
W 1950 zawarł związek małżeński z Barbarą Rogowską (żołnierzem 27 Wołyńskiej Dywizji Armii Krajowej). Działał w organizacjach kombatanckich.

## Odznaczenia
- Krzyż Srebrny Orderu Wojennego Virtuti Militari Nr 12898
- Krzyż Walecznych
- Krzyż Armii Krajowej